# Glaucosciadium
Glaucosciadium là chi thực vật có hoa trong họ Apiaceae.